# Our Lady of Victories Basilica

Our Lady of Victories Basilica

Our Lady of Victories Basilica (deutsch Basilika Unserer Lieben Frau vom Siege) ist eine römisch-katholische Kirche in Camberwell, einem Vorort von Melbourne im Verwaltungsbezirk von Boroondara. Die Maria vom Siege gewidmete Kirche gehört zum Erzbistum Melbourne und trägt den Titel einer Basilica minor.

## Kirchenbau
Die Pfarre wurde 1859 gegründet und erhielt bei der Landaufteilung ein Grundstück von einem halben Hektar an einem auffälligen Standort. Im Jahr 1912 wurde ein Appell gestartet, um 50.000 Steine für die neue Kirche zu kaufen. Die Kirche wurde im neuromanischen Stil vom Architekten Augustus Andrew Fritsch entworfen (1866–1933) und unter Pater George Robinson erbaut. Sie wurde aus Barrabool-Stein aus Waurn Ponds, Geelong errichtet. Die Kirche erhielt eine unverwechselbare Kupferverkleidung mit einer goldenen Statue der Jungfrau Maria auf der Kuppel. Der Grundstein wurde am 25. Mai 1913 in Anwesenheit von 45.000 Menschen vom Erzbischof von Melbourne Thomas Carr gelegt, sein Nachfolger Daniel Mannix nahm am 6. Oktober 1918 mit 80.000 Anwesenden die Eröffnung vor.
Die Orgel wurde vom T.W. Magahy & Son im irischen County Cork zu einem Preis von £ 3.000 gebaut und 1920 installiert. Der Einbau der Bleiglasfenster wurde 1924 abgeschlossen. Die Kirche wurde am 25. Mai 1925 vom Bischof von Sandhurst John McCarthy geweiht. Die Kreuzwegstationen wurden 1929 installiert.
Papst Johannes Paul II. erhob am 9. Dezember 1996 Our Lady of Victories zur Basilica minor.